# Simmons (drummerk)
Simmons is een merknaam van elektronische drumstellen die voornamelijk werden gefabriceerd door het gelijknamige bedrijf van 1980 tot 1994. Na een faillissement in 1999 werd Simmons in 2005 overgenomen door het Amerikaanse Guitar Center.

## Geschiedenis

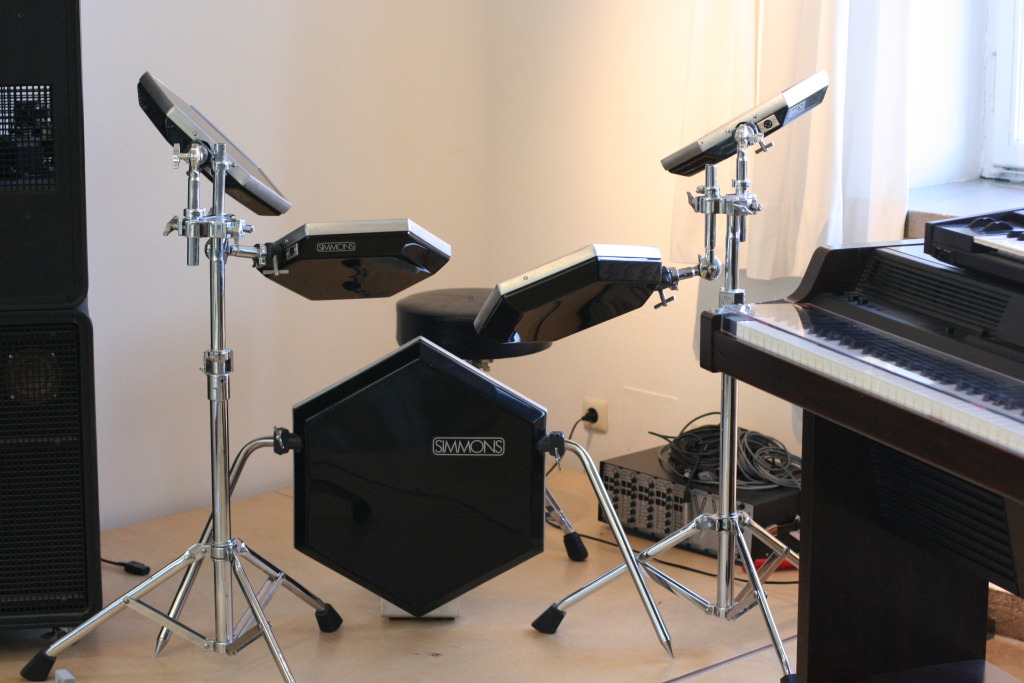
Vooraanzicht van een SDS5.

Simmons werd oorspronkelijk in het Verenigd Koninkrijk in 1978 opgericht door Dave Simmons en produceerde hoofdzakelijk elektronische drumstellen. De karakteristieke klank werd door veel artiesten en bands toegepast en is te beluisteren op talloze albums uit de jaren 80.
Oprichter Dave Simmons startte in de jaren 70 al met het fabriceren van zelfgebouwde elektronische drumstellen. Na de oprichting van zijn gelijknamige bedrijf fabriceerde hij in 1978 de SDS3, een elektronisch drumstel met vier kanalen en een ruisgenerator.

### SDS5
De SDS5, ook bekend als de SDSV, kwam uit in 1981 en werd in samenwerking met Richard Burgess van de band Landscape ontwikkeld. Na een optreden in het muziekprogramma Top of the Pops begonnen andere muzikanten het drumstel toe te passen in hun muziek. Voor de SDS5 werden karakteristieke hexagonale drumpads ontwikkeld met een onderscheidende klank van andere drums uit die tijd. Met name bands als Duran Duran en Rush gebruikten de drumklanken op hun albums.
De standaard configuratie van de SDS5 bestaat uit een module met hierin alle voorgeprogrammeerde drumklanken, drumpads voor de bassdrum, snarentrom en tomtoms. Twee vrije aansluitingen zijn beschikbaar voor een bekken of extra tomtom.
Na het succes van de SDS5 bracht Simmons in de opvolgende jaren nieuwe modellen uit, zoals de SDS8, SDS9, en de SDS-1000 uit 1986.

### SDX
In 1987 kwam de SDX op de markt. Dit drumstel bevatte nieuwe technologieën waarbij verschillende klanken hoorbaar zijn afhankelijk van waar de drummer op het slagvel slaat. Ook is het mogelijk om meerdere klanken te stapelen. Zo kunnen er tot maximaal negen verschillende samples worden aangestuurd per drumpad. Deze technieken werden pas 15 jaar later toegepast door andere fabrikanten. De verkoop van de SDX viel, mede door de hoge prijs, tegen waardoor het instrument flopte.
Het laatst uitgebrachte model is de SDS-2000 uit 1989.

### Jaren 90 en einde
Eind jaren 80 maakten steeds meer drummers de overstap naar akoestische drums, waardoor de verkoop van Simmons inzakte. Ook kreeg Simmons concurrentie van andere instrumentbouwers als Roland en Yamaha, en muziekinstrumenten als de drumcomputer.
Simmons deed in de jaren 90 pogingen zich te richten op MIDI-controllers en het aansturen van drumklanken (drum triggering) door het fabriceren van clips die op akoestische trommels gemonteerd kunnen worden.
Door de slechte verkoop werd het bedrijf genoodzaakt te stoppen in 1999.

### Overname
Simmons werd in 2005 overgenomen door de Amerikaanse muziekketen Guitar Center en ging goedkope Chinese elektronische drumstellen verkopen onder de Simmons merknaam. Ondanks overeenkomstige modelnummers en de bekende hexagonale drumpads, hebben deze instrumenten geen relatie met het oorspronkelijke bedrijf.

## Bekende muzikanten
Een selectie muzikanten die veelvuldig Simmons-drumstellen gebruikten in hun muziek:
- Alan White (Yes)
- Alan Wilder (Depeche Mode)
- Alex van Halen (Van Halen)
- Chris Vrenna (Nine Inch Nails)
- Danny Carey (Tool)
- Dave Weckl (Chick Corea)
- David Robinson (The Cars)
- Don Henley (The Eagles)
- Eric Carr (KISS)
- James Murphy (LCD Soundsystem)
- Jet Black (The Stranglers)
- Jo Hammer (Jean-Michel Jarre)
- John Keeble (Spandau Ballet)
- Jon Farriss (INXS)

- Jon Moss (Culture Club)
- Lee Harris (Talk Talk)
- Nick Mason (Pink Floyd)
- Peter Erskine
- Phil Collins (Genesis)
- Richard Burgess (Landscape)
- Rick Allen (Def Leppard)
- Roger Taylor (Duran Duran)
- Roger Taylor (Queen)
- Peter van Hooke (Mike and the Mechanics)
- Terry Williams (Dire Straits)
- Vinnie Colaiuta
- Warren Cann (Ultravox)
- Yukihiro Takahashi (Yellow Magic Orchestra)